# Cheraw (Carolina do Sul)
Cheraw é uma cidade  localizada no estado norte-americano de Carolina do Sul, no Condado de Chesterfield.

## Demografia
Segundo o censo norte-americano de 2000, a sua população era de 5524 habitantes.
Em 2006, foi estimada uma população de 5431, um decréscimo de 93 (-1.7%).

## Geografia
De acordo com o United States Census Bureau tem uma área de 12,0 km², dos quais 11,9 km² cobertos por terra e 0,1 km² cobertos por água. Cheraw localiza-se a aproximadamente 73 m acima do nível do mar.

## Localidades na vizinhança
O diagrama seguinte representa as localidades num raio de 24 km ao redor de Cheraw.